# Transformacja współrzędnych
Transformacja współrzędnych – zadanie obliczeniowe polegające na przeliczeniu współrzędnych punktu, liczonych względem dwóch różnych układów współrzędnych: {\displaystyle 0xyz} i {\displaystyle 0x^{'}y^{'}z^{'}.}

## Układy współrzędnych kartezjańskich
Jeżeli przez {\displaystyle x,y,z} i {\displaystyle x^{'},y^{'},z^{'}} oznaczymy odpowiednio współrzędne punktu o wektorze wodzącym {\displaystyle {\vec {r}},} liczone względem układów {\displaystyle 0xyz} i {\displaystyle 0x^{'}y^{'}z^{'},} to możemy napisać

(a){\displaystyle {}\quad {\vec {r}}=x{\vec {e}}_{x}+y{\vec {e}}_{y}+z{\vec {e}}_{z},}

(b){\displaystyle {}\quad {\vec {r}}=x^{'}{\vec {e}}_{x}^{'}+y^{'}{\vec {e}}_{y}^{'}+z^{'}{\vec {e}}_{z}^{'}.}
Mnożąc (b) i (a) kolejno przez wersory {\displaystyle {\vec {e}}_{x}^{'},{\vec {e}}_{y}^{'},{\vec {e}}_{z}^{'},} otrzymujemy związek
{\displaystyle {\begin{bmatrix}x^{'}\\y^{'}\\z^{'}\end{bmatrix}}={\begin{bmatrix}{\vec {e}}_{x}{\vec {e}}_{x}^{'}&{\vec {e}}_{y}{\vec {e}}_{x}^{'}&{\vec {e}}_{z}{\vec {e}}_{x}^{'}\\{\vec {e}}_{x}{\vec {e}}_{y}^{'}&{\vec {e}}_{y}{\vec {e}}_{y}^{'}&{\vec {e}}_{z}{\vec {e}}_{y}^{'}\\{\vec {e}}_{x}{\vec {e}}_{z}^{'}&{\vec {e}}_{y}{\vec {e}}_{z}^{'}&{\vec {e}}_{z}{\vec {e}}_{z}^{'}\end{bmatrix}}{\begin{bmatrix}x\\y\\z\end{bmatrix}},}
w którym {\displaystyle {\vec {e}}_{i}{\vec {e}}_{j}^{'}} jest kosinusem kąta pomiędzy wersorami osi {\displaystyle i,j^{'}.}

## Państwowe układy współrzędnych
Formuły odwzorowań państwowych układów współrzędnych, czyli układów odniesień dla krajowych opracowań geodezyjnych lub kartograficznych w Polsce, określone zostały w (archiwalnych) wytycznych technicznej G-1.10 wydanych przez Głównego Geodetę Kraju. Wraz z ww. wytycznymi opracowany i udostępniony został program TRANSPOL służący do kontroli poprawności przeliczeń współrzędnych pomiędzy układami należącymi do państwowego systemu odniesień przestrzennych.
Aktualnie obowiązujące parametry techniczne geodezyjnych układów odniesienia, układów wysokościowych oraz układów współrzędnych określone są w rozporządzeniu w sprawie państwowego systemu odniesień przestrzennych.
Zgodnie z obowiązującymi przepisami prawa, w pracach, w których wymagana dokładność określenia współrzędnych nie przekracza 1 m, a wykorzystuje się geocentryczne systemy odniesienia i powiązane z figurą Ziemi układy współrzędnych zgodne z konwencją Międzynarodowej Służby Ruchu Obrotowego Ziemi (IERS) z 1996 r., w szczególności:
- Światowy System Geodezyjny 1984 (WGS84),
- Międzynarodowy Ziemski System Odniesienia (ITRS),
- Europejski Ziemski System Odniesienia 1989 (ETRS89)

– nie stosuje się transformacji współrzędnych między tymi systemami a geodezyjnymi układy odniesienia oznaczone symbolami PL-ETRF2000 i PL-ETRF89, będące matematyczną i fizyczną realizacją europejskiego ziemskiego systemu odniesienia ETRS89.